# Papurana novaeguineae
Papurana novaeguineae es una especie de anfibio anuro de la familia Ranidae.

## Distribución geográfica
Esta especie es endémica del sur de Nueva Guinea. Se encuentra en Purari en Papúa Nueva Guinea en el lago Danau Yamur en Indonesia.

## Descripción
El holotipo mide 42 mm.

## Etimología
El nombre de la especie le fue dado en referencia al lugar de su descubrimiento, Nueva Guinea.

## Publicación original
- Van Kampen, 1909 : Die Amphibienfauna von Neu-Guinea, nach der Ausbeute der niederlänischen Süd-Neu-Guinea Expeditionen von 1904-1905 und 1907. Nova Guinea, vol. 9, p. 31-49[6]